# Andrea Bocelli
Andrea Bocelli (La Sterza, 22 settembre 1958) è un cantautore italiano.
Voce tenorile, la sua notorietà incominciò nel 1993, quando cantò il duetto Miserere con Zucchero, per poi consolidarsi con la canzone Il mare calmo della sera, con cui vinse il Festival di Sanremo del 1994 tra le Nuove Proposte.
Negli anni è diventato uno dei cantanti italiani più venduti ed apprezzati nel mondo, ottenendo cinque candidature ai Grammy Award e sei ai Latin Grammy Award e vincendo due Billboard Latin Music Award, tra cui il Lifetime Achievement Award, e sette World Music Award, a cui si aggiunge il Premio Lunezia nel Mondo. Il 2 marzo 2010 il suo nome è stato inserito nella Hollywood Walk of Fame per la sua attività nel campo della musica internazionale.
Con ventitré album in studio pubblicati, Bocelli ha venduto oltre 90 milioni di copie globalmente, esordendo nelle prime dieci posizioni della Billboard 200 statunitense, della Billboard Canadian Albums e della Official Albums Chart britannica. Nei suoi progetti ha collaborato con molti interpreti italiani, tra cui Luciano Pavarotti, Cecilia Bartoli, Giorgia, Laura Pausini ed Elisa e anche internazionali, tra cui Céline Dion, Stevie Wonder, Sarah Brightman, Christina Aguilera, John Miles, Marta Sánchez, Hélène Ségara, Ed Sheeran, Jennifer Lopez, Mary J. Blige, Shania Twain, Ariana Grande e Delta Goodrem.
Bocelli ha cantato in importanti teatri d'opera: Teatro alla Scala, Carnegie Hall, Wiener Staatsoper, Metropolitan Opera House, incidendo album d'opera, tra cui Aida, La Bohème, Carmen, Cavalleria rusticana, La forza del destino, Madama Butterfly, Otello, Romeo e Giulietta, Tosca, Il trovatore, Turandot e Werther.

## Biografia
Andrea Bocelli nasce il 22 settembre 1958 a La Sterza, frazione dei comuni di Lajatico e Terricciola, in provincia di Pisa, da una famiglia di origini contadine. Nel diciottesimo secolo e in parte del diciannovesimo secolo, alcuni dei suoi membri sono stati mezzadri presso la fattoria di Spedaletto, nelle vicinanze di Volterra, di proprietà dei principi Corsini. È figlio di Edi Aringhieri e Alessandro Bocelli, proprietari di un'azienda agricola e di un'azienda dedita alla produzione e commercio di macchine agricole, e ha un fratello di nome Alberto.
Ipovedente fin dalla nascita a causa di un glaucoma congenito, a sei anni Andrea entra in collegio a Reggio Emilia per apprendere la lettura in Braille. Perde totalmente la vista all'età di dodici anni, a seguito di una pallonata sugli occhi ricevuta durante una partita a calcio.
Laureato in giurisprudenza all'Università di Pisa e diplomato in Canto lirico al Conservatorio Giacomo Puccini di La Spezia, in gioventù canta in varie chiese della Valdera e nei pianobar della provincia.
Dopo un primo 45 giri pubblicato nel 1982 per l'etichetta Lido, Amico mio/Quando, nel 1990 firma un contratto discografico con la Virgin Dischi e pubblica il suo secondo 45 giri, Il diavolo e l'angelo/Proprio tu.
Nel 1992, Bocelli collabora con Zucchero Fornaciari, che sta preparando con Luciano Pavarotti la registrazione del brano Miserere, inserito poi nell'omonimo album; Bocelli registra le tracce per il provino del brano, diventando così noto in ambito nazionale. Michele Torpedine, già manager di Zucchero, inizia a occuparsi anche del giovane talento toscano, e il primo risultato arriva con il contratto discografico che lega Bocelli alla Sugar di Caterina Caselli.

Bocelli mentre tiene in mano il trofeo per la vittoria nelle "Nuove Proposte" al Festival di Sanremo 1994, con la canzone Il mare calmo della sera; alla sua sinistra, Pippo Baudo.

Nel 1994 vince il Festival di Sanremo nella categoria Nuove Proposte con Il mare calmo della sera, scritto dallo stesso Zucchero e da Gloria Nuti. Come tenore lirico ottiene una parte nel Macbeth di Giuseppe Verdi, esordendo nello stesso anno a Pisa. In seguito replica lo stesso spettacolo a Mantova, Lucca e Livorno.
Nel 1995 partecipa di nuovo alla kermesse sanremese con quello che diventerà un altro dei suoi brani più noti, Con te partirò, piazzandosi al quarto posto. L'anno successivo, il pugile tedesco Henry Maske decide di utilizzare come colonna sonora del suo addio al pugilato la versione inglese di Con te partirò, cantata in duetto con il soprano Sarah Brightman e intitolata Time to say goodbye. L'evento, seguito dai media di tutta la Germania, si chiude con il saluto trionfale e commosso del beniamino sportivo; Time to say goodbye nella sola settimana successiva venderà trecentomila copie. Le canzoni di Bocelli conquistano così il successo in Europa, oltre che in Italia, diffondendosi poi in tutto il mondo.
Il 22 maggio 1996 Bocelli presenzia alla cerimonia d'inizio della finale della 41ª UEFA Champions League a Roma cantando l'inno della competizione. Il 1996 è anche l'anno di Romanza, prima raccolta del tenore, diventata l'album di un artista italiano più venduto di sempre nel mondo (primato che resiste tuttora), con oltre 20 milioni di copie, superando il precedente record detenuto da Oro, incenso e birra di Zucchero.
Tra le canzoni più note da lui interpretate c'è anche Vivo per lei degli O.R.O., con testo e musica riarrangiati dal cantautore Gatto Panceri, cantata assieme a Giorgia e interpretata anche in altre lingue (spagnolo, inglese, tedesco, francese e portoghese) con varie cantanti, tra cui Judy Weiss.
La prima realizzazione discografica di genere classico risale al 1997 e s'intitola Viaggio italiano. È un progetto di Caterina Caselli Sugar, realizzato con la Moscow Radio Symphony Orchestra, che comprende arie di Giacomo Puccini, Franz Schubert, Giuseppe Verdi, Gaetano Donizetti. Nel 1998 viene pubblicato Aria – The Opera album, con l'Orchestra del Maggio Fiorentino diretta da Gianandrea Noseda.
Nell'estate del 1998 esegue con enorme successo di pubblico il suo primo concerto presso il Teatro Greco di Siracusa, interpretando arie delle più famose opere liriche.
Non sempre le critiche gli sono favorevoli. In particolare, con riferimento al suo concerto tenuto a Washington nell’aprile del 1998, i soli due giornali che lo recensiscono lo associano a David Helfgott, pianista con problemi mentali, "che ottiene rispetto per la sua infermità, non certamente per la sua arte".
Il rinomato critico David Stearns scrive di lui che "Le sue frasi erano senza forma, come disorientate. Le parole erano inespressive. Bocelli ha cantato nota per nota, prosaicamente, senza sincerità... In ultima analisi, è un tenore dilettante capace di qualche acuto".
Tim Page, autorevole critico del Washington Post, che lo ha definito "un dilettante di rango", ha trovato "smorta e esangue" la voce di Bocelli e ha scritto che "il suo tono occasionalmente è dolce, ma più spesso sottile e pallido, equivalente musicale d’un bon-bon alla violetta. Il fraseggio irriflessivo e privo di interesse". Conclude affermando che Bocelli ha avuto senza dubbio una formazione musicale "poco più che elementare".
Nel 1999 canta in La vedova allegra all'Arena di Verona con Cecilia Gasdia e Fabrizio Frizzi. Lo spettacolo viene ripreso da Rai 1. È l'unico cantante italiano, insieme a Zucchero Fornaciari, a partecipare al Michael Jackson & Friends, un evento di beneficenza in due concerti organizzato da Michael Jackson.
All'alba del nuovo millennio esce l'album intitolato Arie Sacre, realizzato con l'orchestra e il coro dell'Accademia di Santa Cecilia diretta da Chung Myung-whun, omaggio alla cristianità, che diverrà l'album classico più venduto mai pubblicato da un artista solista. Bocelli entra nel Guinness dei Primati, conquistando contemporaneamente prima, seconda e terza posizione nelle classifiche americane della musica classica.

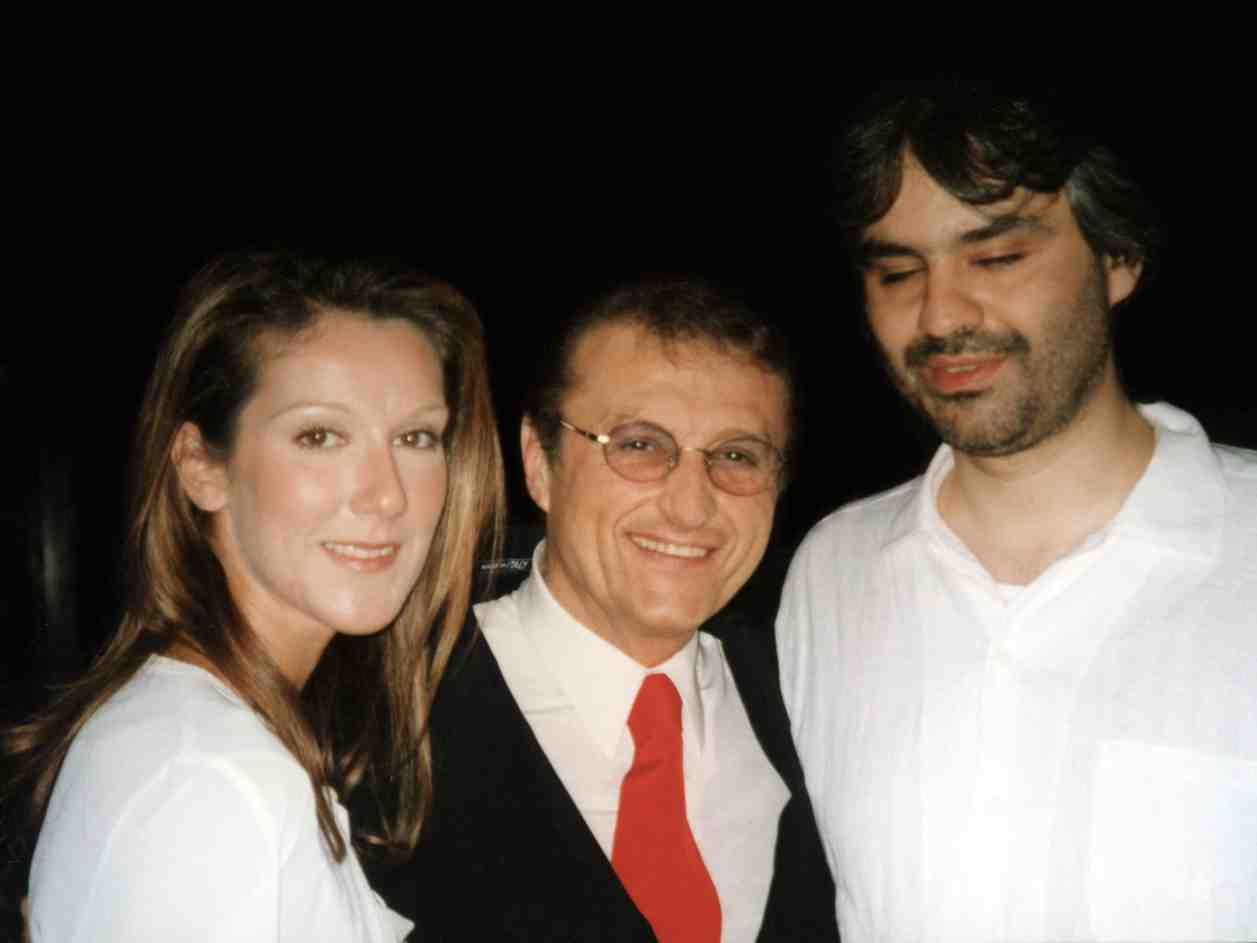
Céline Dion, Tony Renis e Bocelli

Nel 2000, una nuova tappa discografica fondamentale: La bohème di Puccini, con il direttore Zubin Mehta e Barbara Frittoli nella parte di Mimì. Andrea Bocelli aveva già cantato il ruolo di Rodolfo nel 1998 al Teatro Lirico di Cagliari con Daniela Dessì; malgrado il lusinghiero commento di Corelli: «Andrea è un tenore lirico con una voce di rara bellezza, il suo senso del romanticismo e della melodia esalta l'essenza stessa del Rodolfo bohèmien», l'interpretazione riceve critiche contrastanti.
Al Festival Lirico Arena di Verona nel 2001 esegue dal vivo la Messa da Requiem di Verdi con Fiorenza Cedolins, Luciana D’Intino, Roberto Scandiuzzi, con l’Orchestra ed il Coro del Festival lirico dell’Arena di Verona diretti da Lorin Maazel.
Sotto la direzione di Zubin Mehta, nel 2000 realizza l'album Verdi, in cui canta celebri arie del compositore bussetano.
Nel 2001 incide il Requiem di Verdi con Valerij Gergiev. Nell'autunno del 2002 realizza con Lorin Maazel l'album Sentimento, che comprende pagine di autori come Francesco Paolo Tosti, Luigi Denza e Stanislao Gastaldon, arrangiate dallo stesso Maazel, che per l'occasione suona anche come violino concertante. Sempre sotto la direzione di Maazel, Bocelli dà un concerto l'11 marzo dello stesso anno, presso la Basilica di San Marco a Venezia con l'Orchestra e il Coro del Teatro La Fenice. Per l'album Sentimento Andrea Bocelli riceve ai Classical Brit Awards del 2003 una duplice nomination, vincendo entrambi i premi: Album of the Year e Best Selling Classical Album of the Year.
Nel maggio 2003, Bocelli canta il ruolo di Mario nella Tosca discografica, accanto a Fiorenza Cedolins, sotto la direzione di Zubin Mehta.
Nella primavera 2004 viene pubblicato Il Trovatore inciso al Teatro Bellini di Catania nel 2001: accanto a Bocelli, Veronica Villarroel, Carlo Guelfi, Carlo Colombara.
Nel 2004 interpreta il ruolo di Werther nell'omonima opera di Jules Massenet al Teatro Comunale di Bologna. L'anno successivo la sua interpretazione diventa un disco, con la direzione di Yves Abel e l'Orchestra e il Coro del teatro bolognese. Il 26 febbraio 2006 canta in Mondovisione davanti a quasi 800 milioni di telespettatori nella Cerimonia di chiusura dei XX Giochi olimpici invernali di Torino 2006.

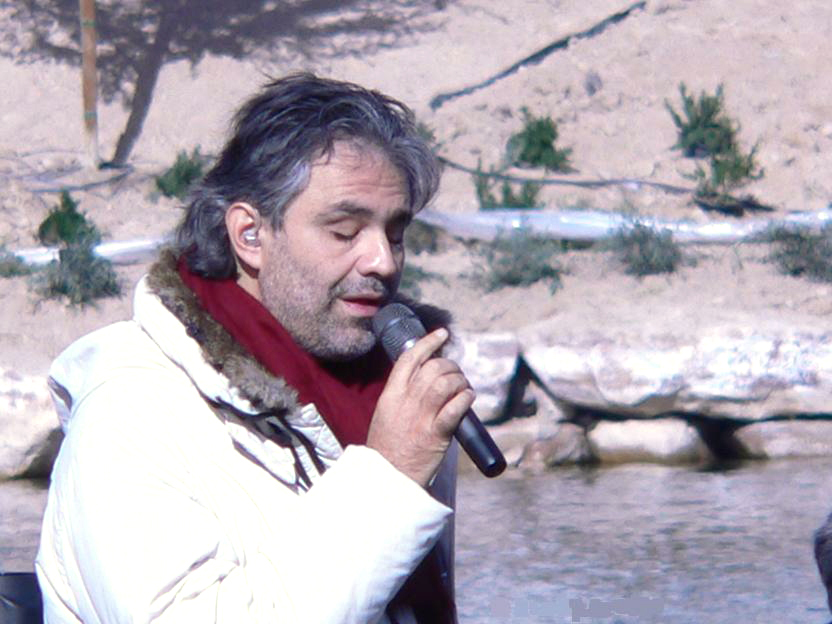
Bocelli in concerto a Las Vegas nel 2006

Nel 2007 presenzia alla cerimonia funebre di Luciano Pavarotti, cantando alla Comunione l'Ave Verum Corpus di Mozart. Nello stesso anno canta il brano Conradiana contenuto nell'album We All Love Ennio Morricone; è inoltre protagonista discografico di due opere importanti del Verismo, Pagliacci di Ruggero Leoncavallo e Cavalleria Rusticana di Pietro Mascagni, entrambe opere dirette da Steven Mercurio.
Nel giugno 2008 è Don José nella Carmen di Georges Bizet al Teatro dell'Opera di Roma. Nello stesso anno interpreta il medesimo ruolo in un'edizione discografica diretta da Myung-Whun Chung. Il 7 agosto di quell'anno canta a Međugorje con l'Orchestra sinfonica nazionale ceca. Mentre spopola il suo nuovo album Incanto, si esibisce anche a Padova con la Messa di Gloria di Puccini, poi negli USA con la Petite Messe Solennelle di Gioachino Rossini diretta da Plácido Domingo. L'11 dicembre è il protagonista di una puntata speciale del programma televisivo Che tempo che fa.
Il 25 maggio 2009 esegue un concerto al Colosseo di Roma, condotto da Milly Carlucci e trasmesso in diretta su Raiuno. L'incasso di 350.000 euro è stato devoluto al Ministero dei Beni Culturali per la ricostruzione del Conservatorio di musica dell'Aquila, danneggiato dal terremoto. Il 27 maggio, come 13 anni prima, presenzia alla cerimonia d'inizio della finale della UEFA Champions League 2008-2009 a Roma, e nello stesso anno è insignito del Premio Faraglioni a Capri.
Alla quarta edizione del Festival del Cinema di Roma veste i panni di Cavaradossi, con Monica Bellucci, nel cortometraggio firmato da Franco Zeffirelli Omaggio a Roma, voluto fortemente dal comune di Roma per promuovere l'immagine della capitale nel mondo. Il 7 luglio dello stesso anno canta al funerale delle vittime dell'incidente ferroviario avvenuto alla stazione ferroviaria di Viareggio. Prende parte poi all'ultimo album di Claudio Baglioni Q.P.G.A. nella canzone Ouverture.
Nel settembre 2009 esordisce alla Carnegie Hall di New York in un triplice concerto acustico, dove interpreta pagine sacre e liederistiche. In novembre, ancora un riconoscimento, il Premio Vittorio De Sica, che gli viene consegnato dal Presidente della Repubblica Giorgio Napolitano. Si misura poi con la tradizione natalizia con il nuovo album My Christmas, uscito il 3 novembre 2009 negli USA, entra in classifica direttamente al terzo posto, per passare al secondo, dove resta per sei settimane consecutive. Diventa così il quinto album più venduto al mondo nel 2009, con oltre quattro milioni di copie.

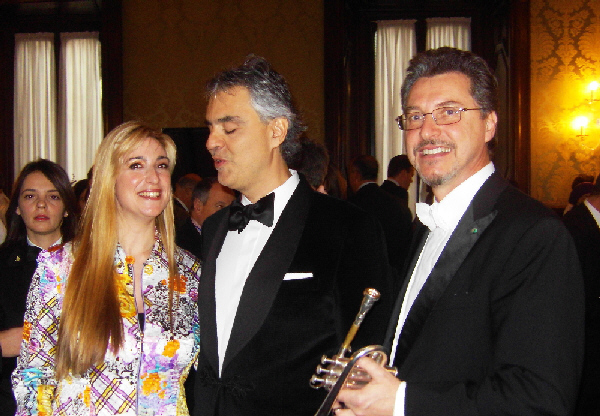
Françoise de Clossey, Bocelli e Mauro Maur.

Il 1º febbraio 2010 ai Grammy Awards si esibisce assieme a Mary J. Blige in una versione di Bridge over Troubled Water per raccogliere fondi a favore di Haiti. A Luglio riceve il "Premio Lunezia nel Mondo" per la qualità musical-letteraria delle sue canzoni, conferimento patrocinato dal Ministero dei Beni Culturali.
Nell'autunno 2010 esce per De Agostini la versione rinnovata e ampliata del volume autobiografico La musica del silenzio. Parallelamente, l'album Carmen: Duets & Arias, raccolta delle più famose arie della Carmen di Georges Bizet interpretate dal tenore italiano, sale al vertice delle classifiche americane, negli Stati Uniti e in Canada.

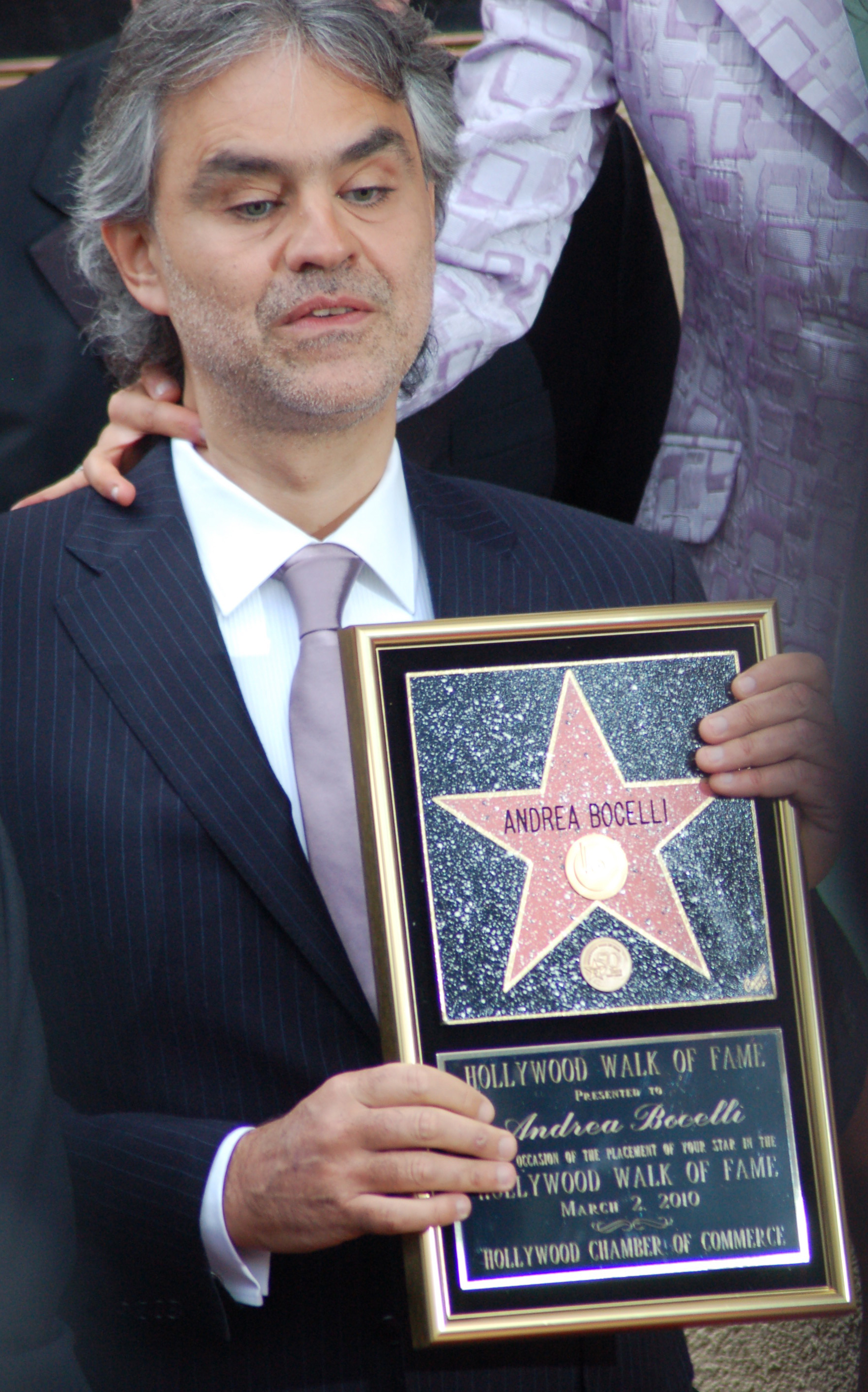
Bocelli mentre riceve la sua stella sulla Hollywood Walk of Fame nel 2010

Nel febbraio 2011, venti minuti di applausi e standing ovation suggellano l’esordio dell'artista al Metropolitan Opera House di New York (dove si esibisce in un programma dedicato ad arie del periodo barocco e Lieder). Non altrettanto benevola la critica, Zachary Woolfe del New York Times scrive: « [...] il pubblico percepisce quando un cantante è a disagio. Lo si sente nell'aria, lo si sente negli applausi. [...] gli ascoltatori hanno risposto in modo educato e piacevole, come se stessero compiendo il loro dovere, un po' perplessi per il divario tra i suoni cauti che stavano ascoltando e la levigatezza delle registrazioni di successo del signor Bocelli.»
Il 15 settembre dello stesso anno torna a New York per uno straordinario evento nel Great Lawn di Central Park, accanto agli artisti Bryn Terfel, Céline Dion e Tony Bennett, accompagnato dalla New York Philharmonic Orchestra diretta da Alan Gilbert: il concerto è trasmesso dal canale televisivo WNET e immortalato in un CD e un DVD (“Concerto: One Night in Central Park”) distribuiti in oltre settanta paesi. Nel febbraio 2012, un nuovo esordio lirico sul palcoscenico del Teatro Carlo Felice di Genova, nei panni del protagonista in Roméo et Juliette di Charles Gounod diretto da Fabio Luisi. Anche di tale produzione è realizzato un doppio CD.
Il 1º luglio 2011 è protagonista all'evento di beneficenza "Fiamme di solidarietà" organizzato dalla Guardia di Finanza presso il Teatro Greco di Siracusa, dove duetta per la prima volta con la cantautrice toscana Ilaria Della Bidia, che da allora lo accompagna artisticamente nella sua carriera sui palchi di tutto il mondo.
Il 2 luglio 2011 canta l'Ave Maria di Schubert al matrimonio tra il principe Alberto II di Monaco e Charlène Wittstock.
Il 2012 vede la pubblicazione del CD “Opera”, florilegio di alcuni tra i momenti più importanti della storia del melodramma, interpretati in un ventennio di carriera internazionale, oltre alla “Complete Opera Edition”, cofanetto – sempre per l'etichetta Decca – che raduna in diciotto CD le incisioni liriche di opere complete realizzate dal tenore toscano. In ottobre, nel corso della cerimonia londinese dei prestigiosi “Classic Brit Awards 2012”, gli viene conferito – dalle mani del compositore Sir Andrew Lloyd Webber – il premio “International Artist of The Year”.
Sul versante pop, si conferma star tra le più amate e seguite a livello planetario: il suo album “Passione”, uscito in settantacinque paesi a fine gennaio 2013 e subito balzato ai primi posti delle classifiche internazionali, resta nella Billboard 200 per oltre due mesi. Include alcune tra le più belle canzoni d'amore di tutti i tempi, oltre a duetti con Jennifer Lopez e Nelly Furtado.

Bocelli e Riccardo Del Turco

Il 16 febbraio 2013 partecipa come ospite all'ultima serata del Festival di Sanremo, condotto da Fabio Fazio e Luciana Littizzetto, dove canta La voce del silenzio e Love me tender accompagnato al pianoforte dal figlio Amos e Quizás, Quizás, Quizás.
Il 31 marzo 2013 Rai 2 gli dedica uno speciale della serie Unici in quanto simbolo della musica italiana nel mondo, dal titolo: “Andrea Bocelli” - L'avventura di una voce”.
Il 10 giugno dello stesso anno partecipa allo spettacolo Arena di Verona: lo spettacolo sta per iniziare, presentato da Antonella Clerici. Per l'occasione, il tenore toscano è tornato a duettare con Plácido Domingo, il quale si è inoltre cimentato sul podio, dirigendo una trionfale interpretazione di Bocelli del “Nessun dorma”.
Nel 2014 viene premiato con il Lifetime Achievement Award al Latin Grammy Awards.
Per l'etichetta Decca il 28 ottobre 2014 esce una Manon Lescaut di Giacomo Puccini in cui Bocelli interpreta la figura di Renato Des Grieux, accanto al soprano Ana María Martínez, con l'Orquestra de la Comunitat Valenciana e il Coro De Generalitat Valenciana diretti dal maestro Plácido Domingo.
Il 30 aprile 2015 è protagonista del concerto inaugurale dell'Expo Milano 2015. Bocelli, al quale viene dato il titolo di "Ambassador Extraordinary" dell'Expo, si esibisce – in diretta, in mondovisione – accompagnato dall'orchestra del Teatro alla Scala.
Nel luglio 2015 esce The complete Pop Albums: un esclusivo box set in cui la carriera viene ripercorsa per la prima volta attraverso la pubblicazione dell'intero catalogo Pop, rimasterizzato in una raccolta che comprende 13 titoli più 3 album “bonus”, distribuiti da Sugar Srl / Ume in tutto il mondo.
Parallelamente, per Decca esce la nuova fatica lirica di Bocelli, interprete del ruolo di Calaf nella Turandot di Puccini con l'Orquestra de la Comunitat Valenciana diretti da Zubin Mehta; come già per la Bohème, anche in questo caso la critica non è sempre positiva.
Il 23 ottobre 2015 esce in 75 paesi Cinema, album pop, il quindicesimo in studio, dedicato alla musica da film: 16 sempreverdi, interpretati in cinque lingue diverse, entrati nella memoria collettiva e nel cuore di più generazioni. Tra duetti (anche con Ariana Grande: E più ti penso) e fascinazioni legate al grande schermo, Cinema accoglie alcuni tra i più importanti successi concepiti per il cinema: grandi temi d'amore e non solo, tratti da pellicole quali Il dottor Zivago, Love Story, Il Padrino, La vita è bella, Gladiatore (il cui video conta sulla presenza di John Travolta), C'era una volta in America, Il Postino, L'amore è una cosa meravigliosa, Colazione da Tiffany e molte altre, oltre a celebri canzoni di musical la cui versione filmica ha reso immortali, quali West Side Story ed Evita.

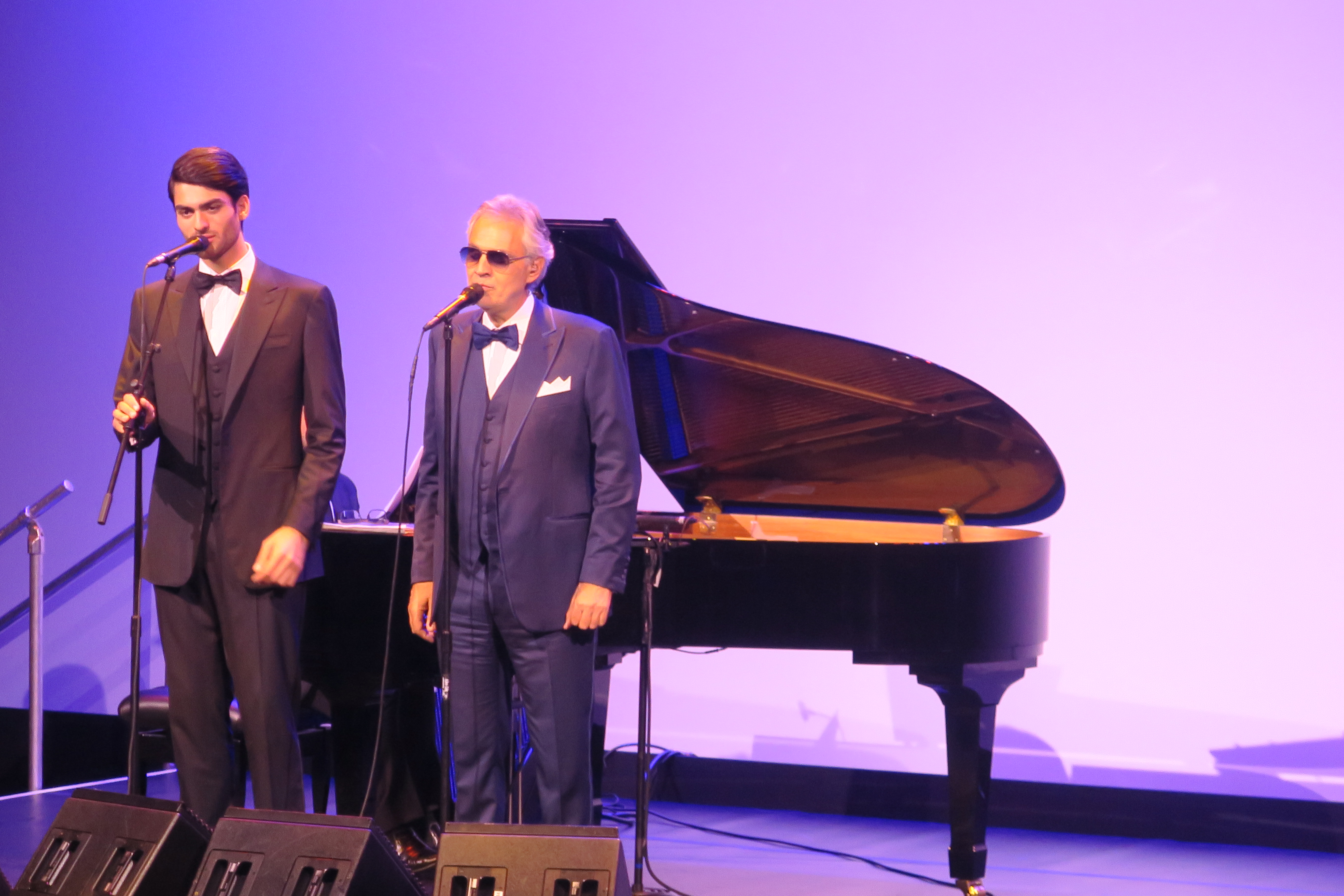
Matteo e Andrea Bocelli in concerto nel 2018

Il 7 maggio 2016 si esibisce al King Power Stadium alla festa dei campioni d'Inghilterra del Leicester di Claudio Ranieri cantando Nessun dorma e Con te partirò.
Il 25 maggio seguente all'Open Air Theatre dell'Area Expo di Milano va in scena la Bocelli & Zanetti Night, evento benefico ideato insieme con l'ex calciatore Javier Zanetti con lo scopo di raccogliere fondi per l'educazione di 1.750 bambini poveri di Haiti e 500 di Buenos Aires grazie alla Fundación P.U.P.I. e alla Andrea Bocelli Foundation. Tre giorni dopo si esibisce allo Stadio Giuseppe Meazza prima della finale della UEFA Champions League 2015-2016 con Now We Are Free e l'inno della Champions League.
Il 22 luglio pubblica, sempre per la Decca, la registrazione dell'opera Aida di Giuseppe Verdi, di nuovo sotto la direzione di Zubin Mehta con l'Orchestra e il Coro del Maggio Musicale Fiorentino, mentre il 18 novembre dello stesso anno, per festeggiare i primi 20 anni dalla pubblicazione del suo album più venduto, la raccolta Romanza, ristampa lo stesso album con l'aggiunta di 3 bonus tracks, con il titolo Romanza (20th Anniversary Edition).

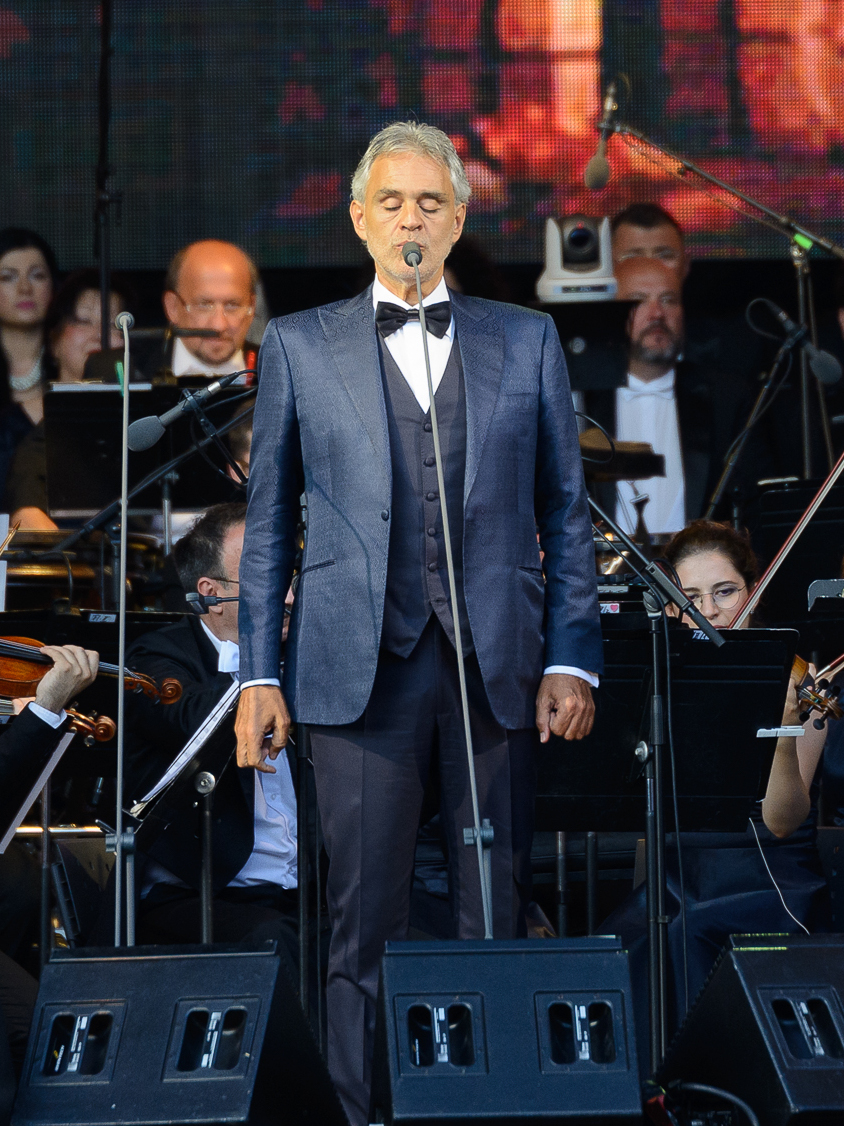
Andrea Bocelli nel corso del Cinema World Tour 2017

L'8 settembre 2017 è il protagonista di Andrea Bocelli Show, serata organizzata dalla Andrea Bocelli Foundation a scopo di beneficenza. Partecipano alla manifestazione Elton John, Sharon Stone, Steven Tyler, Antonio Banderas, Sumi Jo, Chris Botti, 2Cellos, David Foster, Renato Zero, Andrea Griminelli, Zara, Aida Garfullina, JuniOrchestra e il Coro dell’Accademia Nazionale di Santa Cecilia. Matteo Bocelli canta la romanza Non t'amo più di Francesco Paolo Tosti, accompagnato al pianoforte dal padre.
Il 2 ottobre esce in prima serata su Rai 1 La musica del silenzio, film ispirato alla sua vita. Il film racconta l'ascesa al successo di Amos Bardi, un bambino con una voce straordinaria che non vede molto bene a causa di un grave problema agli occhi, e che diventa cieco del tutto a seguito di una pallonata mentre gioca a calcio. Spiega Bocelli: "Mi piace pensare che questo film possa far riflettere sull'importanza del dono spiega Bocelli senza il quale nessuno di noi avrebbe fatto quello che ha fatto".
Il 15 dicembre esce la versione della ballata sentimentale Perfect di Ed Sheeran cantata insieme a Bocelli, Perfect Symphony, registrata a casa del cantante a ottobre.
Il 12 ottobre 2018 canta al matrimonio della principessa Eugenia di York con Jack Brooksbank a Windsor.
Il 26 ottobre 2018 ritorna a pubblicare un album di inediti dopo 14 anni, Sì, in collaborazione nuovamente con Ed Sheeran, Josh Groban, Tiziano Ferro, Dua Lipa e il soprano Aida Garifulina. Con il singolo Fall on me duetta per la prima volta con il figlio Matteo. In pochi giorni, dopo aver guadagnato la vetta in Inghilterra, raggiunge il primo posto della classifica Billboard 200 degli album più venduti in America, diventando così il primo artista italiano a riuscirci; ben 8 album del cantante sono entrati nella Top 10 americana, con due secondi posti ottenuti con My Christmas (2009) e Passione (2013).
Il 12 aprile 2020, in occasione della Pasqua, si esibisce nel Duomo di Milano accompagnato dall'organista Emanuele Vianelli: il concerto, durato circa 30 minuti, viene trasmesso in diretta streaming sul suo canale YouTube e si tiene come gesto di solidarietà in una cattedrale deserta per via delle restrizioni dell'emergenza COVID-19; per l'occasione canta Panis Angelicus di César Franck, l'Ave Maria di Bach/Gounod, il Sancta Maria di Pietro Mascagni, il Domine Deus di Gioachino Rossini e l'inno Amazing Grace.
Il 13 novembre dello stesso anno esce poi il suo nuovo album Believe, che contiene alcune rivisitazioni e anche due duetti con Cecilia Bartoli e con Alison Krauss; tra le reinterpretazioni spiccano quelle di Hallelujah di Leonard Cohen e di Ave Maria di Bach e Gounod, con i video musicali girati rispettivamente a Portovenere e Loreto. Il 12 dicembre si esibisce in streaming dal Teatro Regio di Parma con lo spettacolo Believe in Christmas, che vede anche la partecipazione della Bartoli e di Zucchero; per l’occasione Bocelli canta alcune canzoni di Natale e altre del suo nuovo album, tra le quali anche Hallelujah in duetto con la figlia Virginia di 8 anni. La settimana seguente, con un evento live sulla sua pagina Facebook trasmesso la sera di Natale anche su Canale 5 in seconda serata, si esibisce con altre canzoni natalizie dalle Grotte di Frasassi e proprio il 25 dicembre è protagonista, insieme all’orchestra del Teatro Carlo Felice di Genova, del 35º Concerto di Natale trasmesso su Rai 1 dalla Basilica Superiore di San Francesco ad Assisi dopo il messaggio Urbi et Orbi di Papa Francesco.
L’11 giugno 2021 si esibisce con Nessun dorma alla cerimonia di apertura del campionato europeo di calcio allo Stadio Olimpico di Roma.
Il 30 settembre dello stesso anno si esibisce con The Prayer per concludere la cerimonia di apertura di Expo 2020 a Dubai.
Il 22 novembre 2022 esce il suo libro In cammino. Diario di un pellegrino, pubblicato da Sperling & Kupfer.
In vista del Natale 2022 pubblica l'album di brani natalizi A Family Christmas, interpretato insieme ai figli Matteo e Virginia e presentato con un tour negli Stati Uniti e con un evento globale su YouTube il 4 dicembre da Gressoney. Il 15 dicembre seguente su Disney+ viene distribuito The Simpsons Meet The Bocellis in Feliz Navidad, in cui Bocelli e i due figli compaiono in versione Simpson. Il 23 dicembre va in onda su Sky Uno Andrea Bocelli: Natale in famiglia, uno speciale nel quale Bocelli canta alcune canzoni dell’album con i figli nella sua casa di Forte dei Marmi, sul Monte Bianco e nelle grotte di Frasassi, oltre a leggere diverse lettere di bambini aiutati dalla sua fondazione di cui ha modo di presentare alcuni progetti. Il giorno seguente lo speciale di YouTube A Bocelli Family Christmas viene trasmesso sul Nove. Nel febbraio del 2023 esce su Paramount+ The Journey con Andrea Bocelli, una docu-serie in sei parti in cui percorre la via Francigena a cavallo tra la Basilica di San Pietro e Lajatico.
Tra marzo e maggio duetta con Zucchero Fornaciari in diversi concerti in giro per il Nord Europa  e gli Stati Uniti. A maggio, insieme a Sir Bryn Terfel, canta il brano You'll Never Walk Alone al Coronation Concert in occasione della incoronazione di Re Carlo III, creando una delle esecuzioni più notevoli di sempre del brano. Nello stesso periodo recita un cameo, insieme alla moglie e alla figlia Virginia, nella serie statunitense Beautiful girata per l'occasione a Roma.
Nel giugno del 2024 si esibisce al G7 in Puglia  mentre il mese seguente festeggia i 30 anni di carriera con un evento di tre giorni al Teatro del Silenzio di Lajatico insieme a numerosi artisti tra i quali Ed Sheeran, Russel Crowe, Laura Pausini, Eros Ramazzotti, Elisa, Tiziano Ferro, Giorgia, Placido Domingo, Zucchero, Brian May, Will Smith e Johnny Depp oltre ai figli. L’evento viene raccontato nel film Andrea Bocelli 30 - The Celebration presentato in anteprima a ottobre e trasmesso successivamente su Canale 5. Nel frattempo a settembre si esibisce anche al G7 Cultura a Pompei insieme a Carlo Bernini e Carmen Giannattasio. Il 25 ottobre esce Duets - The Highlights, album che raggruppa oltre 32 collaborazioni fatte con diversi artisti internazionali.

## Altre attività
Bocelli è anche produttore di vini: nella sua azienda vinicola in Val d'Elsa si occupa della produzione di sette tipologie IGP, tra cui Sangiovese in purezza.
Nel 2017 ha acquistato lo stabilimento balneare Alpemare in Versilia, nella rinomata località turistica di Forte dei Marmi che gestisce insieme alla moglie Veronica e che è frequentato da numerosi personaggi del mondo dello musica, dello sport e dello spettacolo;  nel 2025 Alpemare è votato come miglior beach club d’Italia.
Nel 2021 è consulente artistico della miniserie Rai Blanca, che ha come protagonista una consulente della Polizia di Stato cieca interpretata da Maria Chiara Giannetta.
Nel 2025 incide il nuovo inno del Pisa Calcio di cui è tifoso.

## Vita privata

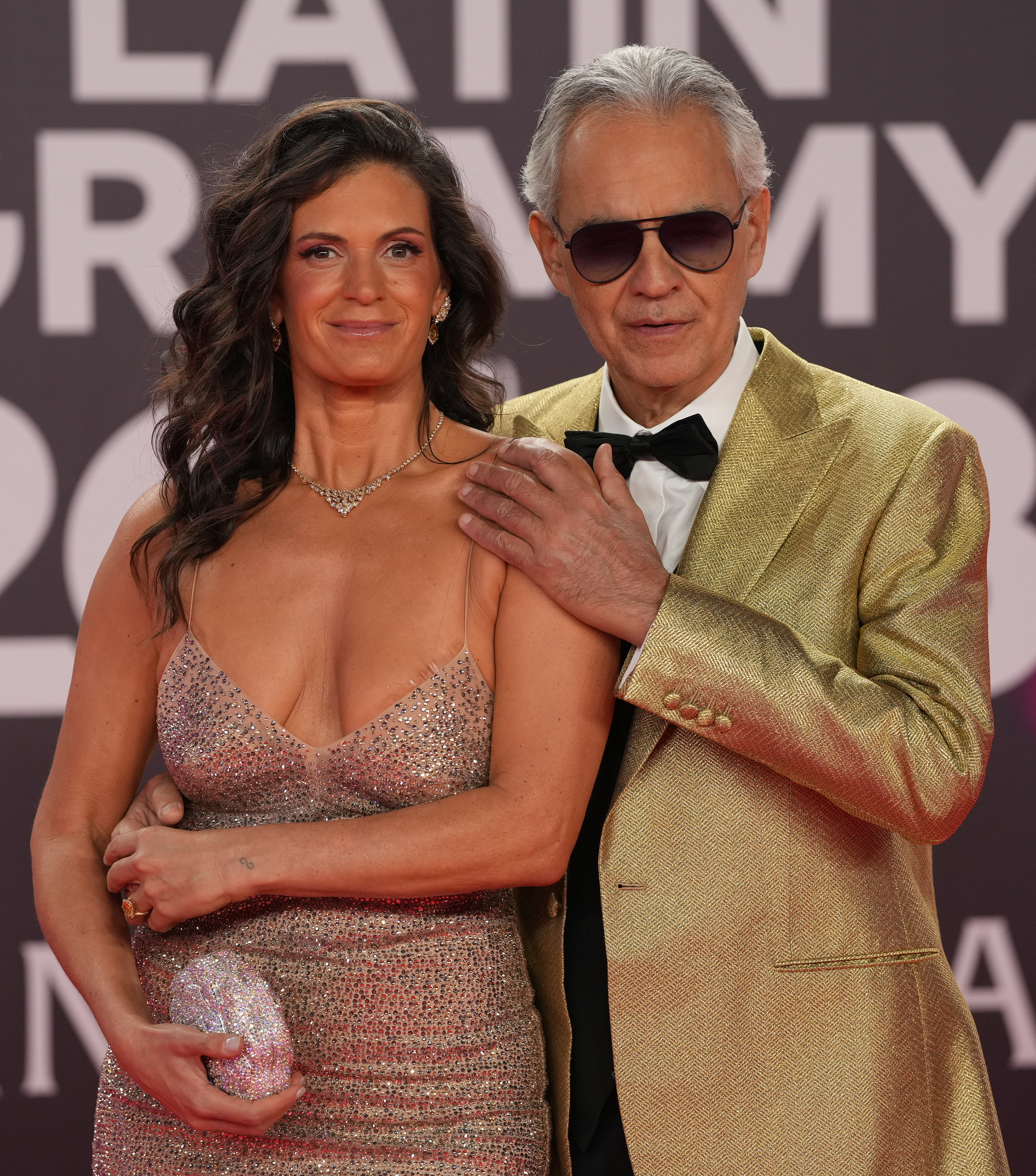
Veronica Berti e Andrea Bocelli nel 2023

Sposato due volte, è padre di tre figli. Nel 1992, a 34 anni, si è sposato con Enrica Cenzatti, dalla quale si è separato nel 2002 e con cui ha avuto i figli Amos (1995) e Matteo (1997). Il 21 marzo 2012 ha avuto la sua terza figlia, Virginia, dalla nuova compagna Veronica Berti, che ha sposato in seconde nozze il 21 marzo 2014; il matrimonio si è celebrato nel Santuario di Montenero, a Livorno.

## Sociale
Il suo nome fin dagli anni '90 figura tra i protagonisti di numerose importanti manifestazioni legate alla filantropia e al supporto di realtà disagiate in tutto il mondo. È presidente onorario della Fondazione Arpa, che promuove la ricerca e la formazione in ambito medico sanitario, Andrea Bocelli ha dato vita nel luglio 2011 alla ABF “Andrea Bocelli Foundation”.
La “Andrea Bocelli Foundation” opera in prima linea, a livello internazionale, con programmi d'intervento mirati al superamento delle barriere generate da povertà, disabilità, emarginazione sociale poiché come sostiene il suo Fondatore «siamo tutti chiamati al mondo per essere felici e tutti abbiamo diritto alla felicità; spesso questo non è possibile a causa di muri messi su da società e comunità inique, a causa di muri tirati su da noi stessi, dalle nostre convinzioni limitanti». Le ambiziose iniziative di ABF hanno già coinvolto profili d'assoluta eccellenza (ad esempio, il Premio Nobel Muhammad Yunus), unendo le forze di realtà universitarie e di ricerca all'avanguardia nel mondo, quali il Massachusetts Institute of Technology (MIT) di Boston. Proprio i temi della solidarietà e dei progetti filantropici di ABF, il 26 giugno 2013 sono stati al centro di un incontro del tenore e della sua famiglia con Papa Francesco.
In occasione della pandemia di COVID-19, Bocelli collabora gratuitamente con il Ministero degli Esteri per diffondere nel mondo un messaggio video di promozione della cultura italiana assieme a Renato Zero, Alberto Angela, Mezzotono, Tiziano Ferro, Massimo Ranieri, Mario Biondi, Noa, Gilberto Gil, Paolo Conte e Uto Ughi.

## Onorificenze

### Onorificenze sabaude
Su iniziativa del Principe Emanuele Filiberto di Savoia. 

## Riconoscimenti
Grammy Award
- 1999 – Candidatura al miglior artista esordiente
- 2000 – Candidatura alla miglior interpretazione pop vocale maschile per Sogno
- 2000 – Candidatura alla miglior collaborazione vocale pop per The Prayer
- 2017 – Candidatura al miglior album vocale pop tradizionale per Cinema
- 2020 – Candidatura al miglior album vocale pop tradizionale per Sì

Latin Grammy Awards
- 2006 – Candidatura al migliore album pop vocale maschile per Amor
- 2008 – Candidatura alla registrazione dell'anno per Vive ya! (Vivere)
- 2014 – Candidatura al miglior album vocale pop tradizionale per Amor en Portofino
- 2016 – Candidatura all'album dell'anno per Cinema (Edicion en Español)
- 2016 – Candidatura al miglior album vocale pop tradizionale per Cinema (Edicion en Español)
- 2016 – Candidatura alla registrazione dell'anno per Me faltarás

Emmy Award
- 2000 – Candidatura al miglior programma di musica classica e danza per Andrea Bocelli: Sacred Arias

Billboard Latin Music Awards
- 2000 – Candidatura all'album pop maschile dell'anno per Amor
- 2014 – Candidatura all'album pop dell'anno per Pasión
- 2014 – Candidatura all'artista di un album pop dell'anno
- 2014 – Lifetime Achievement Award[55]

### Altri premi
- 2007: Premio Barocco
- 2009: Premio Faraglioni (Capri)
- 2010: "Premio Lunezia nel Mondo" per la qualità Musical-Letteraria delle Sue Opere
- 2010: Hollywood Walk of Fame (7000 Hollywood Boulevard), per il suo contributo al Teatro
- 2012: Premio America della Fondazione Italia USA.
- 2012: Il Campano d'oro (Per essere il pisano laureato più famoso nel mondo)
- 2013: Lions Humanitarian Award 2013 (Premio Umanitario Lions)[56]
- 2014: Premio Masi, Premio internazionale Civiltà del Vino.
- 2015: Premio Triennale "Arte, Scienza e Pace" (della Onlus Internazionale Centro dell'Uomo in collaborazione col “Centro Interreligioso Mondiale”)[57]
- 2016: Laurea "Honoris causa" in filologia moderna, conferita dall'Università degli Studi di Macerata.[58]
- 2021: Paul Herris Fellow dal Rotary International[59]
- 2023: Laurea magistrale "Honoris Causa" in Gestione delle Politiche e dei Servizi Sociali, conferita dall’Università Federico II di Napoli.

## Discografia

### Album in studio
- 1994 – Il mare calmo della sera
- 1995 – Bocelli
- 1996 – Viaggio italiano
- 1998 – Aria: The Opera Album
- 1999 – Sogno
- 1999 – Sacred Arias
- 2000 – Verdi
- 2001 – Cieli di Toscana
- 2002 – Sentimento
- 2004 – Andrea
- 2006 – Amore
- 2008 – Incanto
- 2009 – My Christmas
- 2013 – Passione
- 2015 – Cinema
- 2018 – Sì
- 2020 – Believe
- 2022 - A Family Christmas
- 2024 - Duets (30th Anniversary)

## Filmografia
- Omaggio a Roma, regia di Franco Zeffirelli (2009)
- La musica del silenzio, regia di Michael Radford (2017)
- Andrea Bocelli 30 - The Celebration, regia di Sam Wrench (2024)

## Televisione
- L'alba separa dalla luce l'ombra - Concerto per l'Abruzzo (Rai 1, 2009)
- Concerto: One Night in Central Park (WNET, 2011)
- Bocelli & Zanetti Night (Canale 5, 2016)
- Andrea Bocelli Show (Rai 1, 2017)
- La notte di Andrea Bocelli (Rai 1, 2018)
- Music for Hope (Rai 1, 2020)
- Silent Night: A Christmas Prayer (Canale 5, 2020)
- Dal Circo Massimo, Andrea Bocelli! (Rai 3, 2021)
- "Feliz Navidad"- I Simpson incontrano i Bocelli (Disney+, 2022)
- Andrea Bocelli: Natale in famiglia (Sky Uno, 2022)
- A Bocelli Family Christmas (Nove, 2022)
- The Journey con Andrea Bocelli (Paramount+, 2023)
- Andrea Bocelli 30 - The Celebration (Canale 5, 2024)

## Opere
- Andrea Bocelli, In cammino. Diario di un pellegrino, Sperling & Kupfer, 2022.